# Tetragnatha eberhardi
Tetragnatha eberhardi este o specie de păianjeni din genul Tetragnatha, familia Tetragnathidae, descrisă de Yutaka Okuma în anul 1992.
Este endemică în Panama. Conform Catalogue of Life specia Tetragnatha eberhardi nu are subspecii cunoscute.